# کرستین مولر
کرستین مولر (آلمانی: Kerstin Müller؛ زادهٔ ۷ ژوئن ۱۹۶۹) قایقران روئینگ اهل آلمان بود.
از افتخارات وی میتوان به کسب مدال طلا قایقرانی روئینگ چهار نفره دو پارو در بازی‌های المپیک تابستانی ۱۹۹۲ اشاره کرد.